# Suối Nho
Suối Nho là một xã thuộc huyện Định Quán, tỉnh Đồng Nai, Việt Nam.
Xã Suối Nho có diện tích 33,31 km², dân số năm 1999 là 13.749 người, mật độ dân số đạt 413 người/km².

## Hành chính
Xã Suối Nho được chia thành 7 ấp: 1, 2, 3, 4, 5, 6, Chợ.